# Brian Vickers
Brian Lee Vickers (* 24. Oktober 1983 in Thomasville) ist ein ehemaliger US-amerikanischer Autorennfahrer.

## Karriere als Rennfahrer

### Kartsport
Brian Vickers begann seine Karriere im Kartsport. Seinen ersten Start hatte er 1995 im Alter von zwölf Jahren und bis 1998 gewann er einige US-amerikanische Junior-Kart-Meisterschaften.

### NASCAR
Ab 1998 ging er regelmäßig in Rennserien der NASCAR an den Start. Erst fuhr er in Nachwuchsserien und 1998 in der Allison Legacy Series, wo ihm fünf Saisonsiege gelangen. Im Jahr darauf bestritt er Rennen in der Dodge Weekly Racing Series und 2000 sowie 2001 in der USAR Hooters Procup Series. Die Rennen dieser Serie wurden ausschließlich auf kurzen Ovalkursen ausgetragen. Sowohl 2000 als auch 2001 beendete er die Meisterschaft als Dritter. Nach einem Jahr in der Busch Series begann 2003 die Zeit im Energy Cup. Parallel fuhr er weiterhin in der Busch Series und gewann in diesem Jahr die Meisterschaft, womit er zu diesem Zeitpunkt der jüngste NASCAR-Champion aller Zeiten war.
Das erste Team, für das er im Energy Cup an den Start ging, war Hendrick Motorsports, in dem er 2003 einen Sihouetten-Chevrolet Monte Carlo mit der Nummer 60 fuhr. Von 2004 bis 2006 trug sein Wagen die Startnummer 25. 2006 gewann er sein erstes Cup-Rennen. Nach einigen zweiten Plätzen siegte er am 5. November beim AAA Texas 500 auf dem Texas Motor Speedway. Bei Hendricks stand Vickers vier Jahre lang im Schatten von Jimmie Johnson, der 2006 die Meisterschaft gewann. Nachdem er bei seinem Sieg am Texas Motor Speedway mit Johnson in der vorletzten Runde kollidiert war und dieser Ausschied, kam es zu Streitigkeiten mit der Hendricks-Teamführung und Johnsons Crew-Chief Chad Knaus. Wegen anhaltender Konflikte verließ Vickers Ende der Saison Hendricks und wechselte zum Red Bull Racing Team.
Red Bull setzte einen Toyota Camry ein und Vickers war 2007 Teamkollege von A. J. Allmendinger. 2007 und 2008 waren schwierige Saisons für das Team von Brian Vickers, der sich in beiden Jahren kaum platzieren konnte.

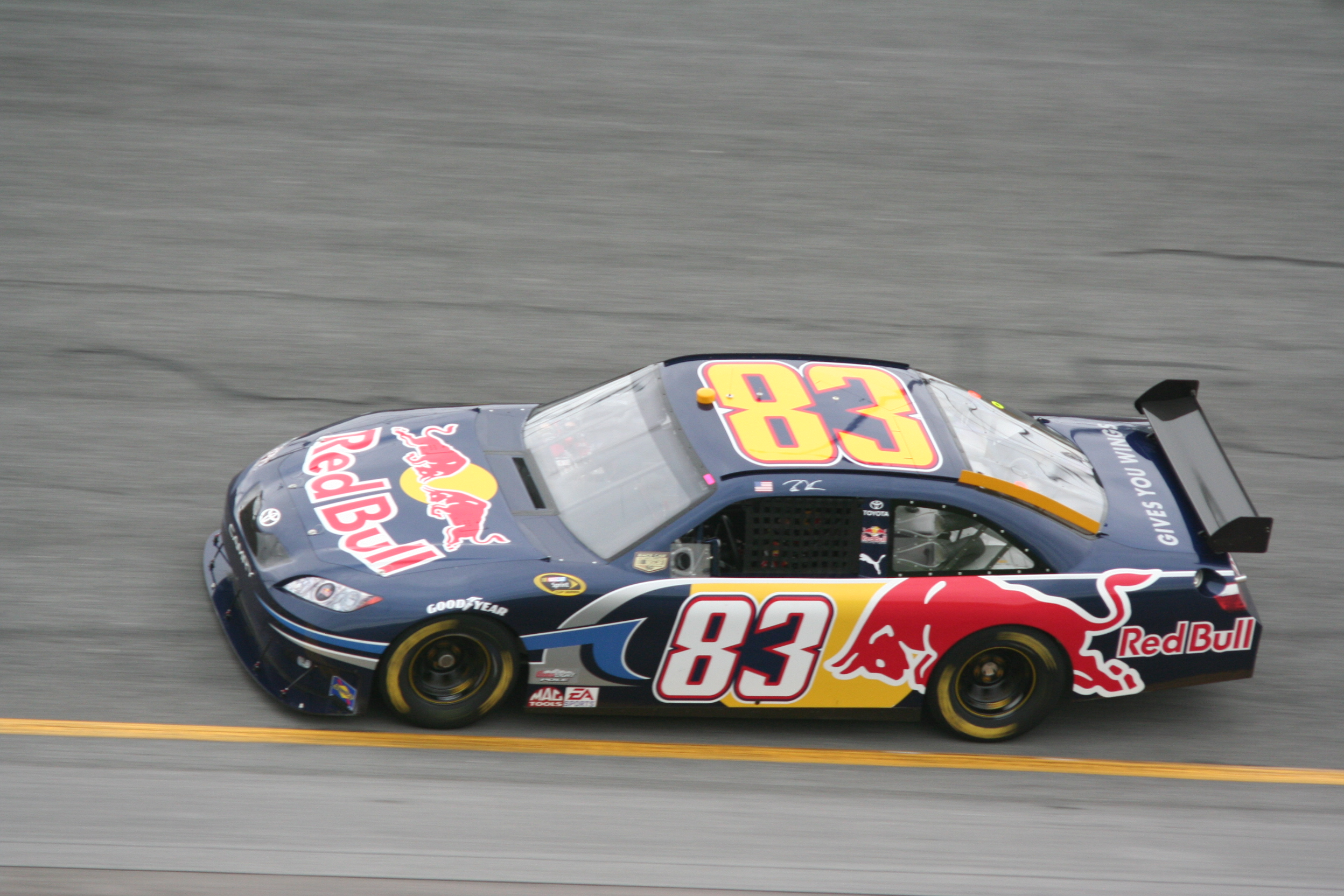
Brian Vickers im Toyota Camry 2008 in Daytona

Der erste Sieg für Red Bull gelang Vickers 2009 beim Pure Michigan 400 auf dem Michigan International Speedway. Zu Beginn der Saison 2010 hatte Vickers zum ersten Mal gesundheitliche Probleme, als ein Thrombus diagnostiziert wurde. Durch gesundheitliche Rückschläge wurde die Karriere in den folgenden Jahren stark negativ beeinflusst. Er verlor seinen Red-Bull-Vertrag und wechselte zu Michael Waltrip Racing, wo er 2013 mit dem Erfolg beim Camping World RV Sales 301 auf dem New Hampshire Motor Speedway sein drittes und letztes Energy-Cup-Rennen gewann.
Seine letzten Cup-Rennen bestritt er 2016 für Stewart-Haas Racing, dann musste er die Karriere wegen gesundheitlicher Probleme beenden.

### Sportwagenrennen
2012 war Brian Vickers bei zwei Wertungsläufen der FIA-Langstrecken-Weltmeisterschaft gemeldet. Gemeinsam mit Rui Águas und Robert Kauffman fuhr er einen Ferrari 458 Italia GTC beim 24-Stunden-Rennen von Le Mans. Das 6-Stunden-Rennen von Bahrain beendete er mit den Partnern Aguas und Kauffman an der 18. Stelle der Gesamtwertung.

## Statistik

### Le-Mans-Ergebnisse
| Jahr | Team     | Fahrzeug               | Teamkollege | Teamkollege     | Platzierung | Ausfallgrund |
| ---- | -------- | ---------------------- | ----------- | --------------- | ----------- | ------------ |
| 2012 | AF Corse | Ferrari 458 Italia GTC | Rui Águas   | Robert Kauffman | Rang 31     |              |